# Jacqueline Aguilera Marcano
Jacqueline Aguilera Marcano (Valencia, 17 de novembro de 1976) é uma empresária, modelo e rainha da beleza da Venezuela que venceu o concurso Miss Mundo 1995.
Ela foi a quinta venezuelana a vencer este concurso, tendo sido precedida por Carmen Susana Dujim Zubillaga em 1955, Pilin León em 1981, Astrid Carolina Herrera em 1984 e Ninibeth Beatriz Leal Jiménez em 1991.

## Biografia
Em seu Twitter Jacqueline se descreve como: "J By Jacqueline Aguilera. Mãe de Alba. Treinadora de beleza. Filantropa. Diretora do Miss Venezuela".

## Participação em concursos de beleza

### Miss Venezuela 1995
Em setembro de 1995, representando Nova Esparta, Jacqueline ficou em segundo lugar no Miss Venezuela, o que lhe deu o direito de ir ao Miss Mundo meses depois. 

### Miss Mundo 1995
Em 18 de novembro de 1995, em Sun City, na África do Sul, Aguilera venceu o Miss Mundo 1995, ao derrotar outras 84 concorrentes. 

## Vida após os concursos

### Vida profissional
Desde 2006 ela cria e mantém uma linha de moda praia, a "J by Jacqueline Aguilera", que tem como lema "Beleza e moda com sentido social".

#### Diretora de Imagem do Miss Venezuela
Após uma renovação no Miss Venezuela em 2018, Aguilera foi convidada, juntamente com Nina Sicilia, Miss Internacional 1985, e Gabriela Isler Miss Universo 2013, para fazer parte do Comitê Executivo do concurso, onde assumiu o cargo de Diretora de Imagem.

### Filantropia
Através da sua linha de roupas, ela mantém o Programa CoCo, que em seu site é descrito como: "Estamos comprometidos em melhorar as condições sócio-econômicas das mulheres de nosso país com ajuda da Asociación Civil Niña Madre. Por isto, criamos este programa em que capacitamos em corte e costura, dando-lhes a possibilidade de gerar ingressos para suas famílias".